# 1-й Рощинский проезд
Пе́рвый Ро́щинский прое́зд — проезд, расположенный в Южном административном округе города Москвы на границе Даниловского и Донского районов.

## История
Переулок возник в начале XX века. Изначальное название — Кладбищенский переулок, по направлению к Даниловскому кладбищу. В 1922 году переименован в Рощинский переулок. Современное название получил своё название 10 октября 1929 года вместе с прочими Рощинскими проездами по существовавшей здесь в XVIII—XIX веках Орловой роще, которая принадлежала графам Орловым.
Первоначально продолжался на юг до перехода в 5-й Верхний Михайловский проезд. Позже южный конец был застроен. С 1952 года по проезду проходит трамвайная линия.

## Расположение
1-й Рощинский проезд, являясь продолжением улицы Шаболовка, проходит от улиц Орджоникидзе и Серпуховский Вал на юг, с запада к проезду примыкают 2-й, 1-й и 3-й Верхние Михайловские проезды, 1-й Рощинский проезд проходит до 4-го Верхнего Михайловского проезда и улицы Новая Заря. По 1-му Рощинскому проезду проходит граница между Даниловским и Донским районами. Нумерация домов начинается от улицы Орджоникидзе.

## Примечательные здания и сооружения
По нечётной стороне:
- Дом 11А — Специальное конструкторское бюро самоходного горного оборудования.

По чётной стороне:

## Транспорт

### Трамвай
От улицы Орджоникидзе до улицы Новая Заря и обратно:
- 26:  Университет —  Октябрьская
- 38: Черёмушки — 3-я Владимирская улица

### Метро
- Станция метро «Ленинский проспект» Калужско-Рижской линии — западнее проезда, между улицами Орджоникидзе и Вавилова
- Станция метро «Тульская» Серпуховско-Тимирязевской линии — восточнее проезда, между Большой Тульской улицей и Большим Староданиловским, Холодильным и 1-м Тульским переулками
- Станция метро «Шаболовская» Калужско-Рижской линии — севернее проезда, на улице Шаболовка

### Железнодорожный транспорт
- Станция МЦК «Площадь Гагарина» — западнее проезда, между улицами Орджоникидзе и Вавилова